# Ґонта Іван «Гамалія»
Іван Ґонта (псевдо: «Гамалія»; 4 липня 1913, с. Збора, нині Калуський район, Івано-Франківська область — 1 листопада 1944, с. Грабівка, Калуський район, Івано-Франківська область) — командир куреня «Довбуш» ТВ-22 «Чорний ліс», сотник УПА.

## Життєпис
Народився 4 липня 1913 року в селі Збора (нині Калуського району Івано-Франківської області, Україна), його матір Розалія була донькою рідного брата Івана Франка — Онуфрія. 1914 року батька Йосифа мобілізували на війну, звідки він уже не повернувся — тож Іван виростав сиротою. У рідному селі заснував «Просвіту» та очолював спортивно-військове товариство «Луг», у якому готував молодь для майбутніх українських збройних сил. У 1942 році закінчив дворічну Львівську аграрну школу в Дублянах, працював у фільварку в с. Копанки, на заготівельній фабриці в м. Калуш. Підпільно готував молодь до збройної боротьби, серед якої зустрів свою наречену Стефу Бойко з с. Чертіж.
З осені 1943 року служив у курені УНС «Гайдамаки» чотовим. У лютому 1944 сформував у Чорному лісі сотню «Чорні чорти», яка входила до складу куреня «Скажені» у ТВ-22 «Чорний ліс». У вересні 1944 сформував та командував куренем «Довбуш» у цьому ж тактичному відтинку.
Загинув 1 листопада 1944 року біля села Грабівки під час масованої атаки військ НКВС. У цьому бою також загинули визначні діячі СБ ОУН Тимофій Галів-«Скалюк», Мирон Голояд-«Влодко» та Василь Турковський-«Павло».

## Нагороди
- Згідно з Виказом відзначених УПА-Захід від 1.09.1946 р. командир куреня УПА «Довбуш» ТВ 22 «Чорний ліс», хорунжий УПА Іван Гонта – «Гамалія» нагороджений Бронзовим хрестом бойової заслуги УПА.

## Поховання
- 4 листопада 1944 року полковник УПА Василь Андрусяк-«Різун» зі своїм відділом таємно похоронив загиблих. 13 жовтня 1990 року останки героїв були урочисто перепоховані на сільському цвинтарі Грабівки, а через 3 роки урочисто відкритий величний пам'ятник.

## Вшанування пам'яті
- 1.01.2022 р. від імені Координаційної ради з вшанування пам’яті нагороджених Лицарів ОУН і УПА у с. Старий Угринів Калуського р-ну Івано-Франківської обл. Бронзовий хрест бойової заслуги УПА (№ 034) переданий Степану Гонті, племіннику Івана Гонти – «Гамалії».

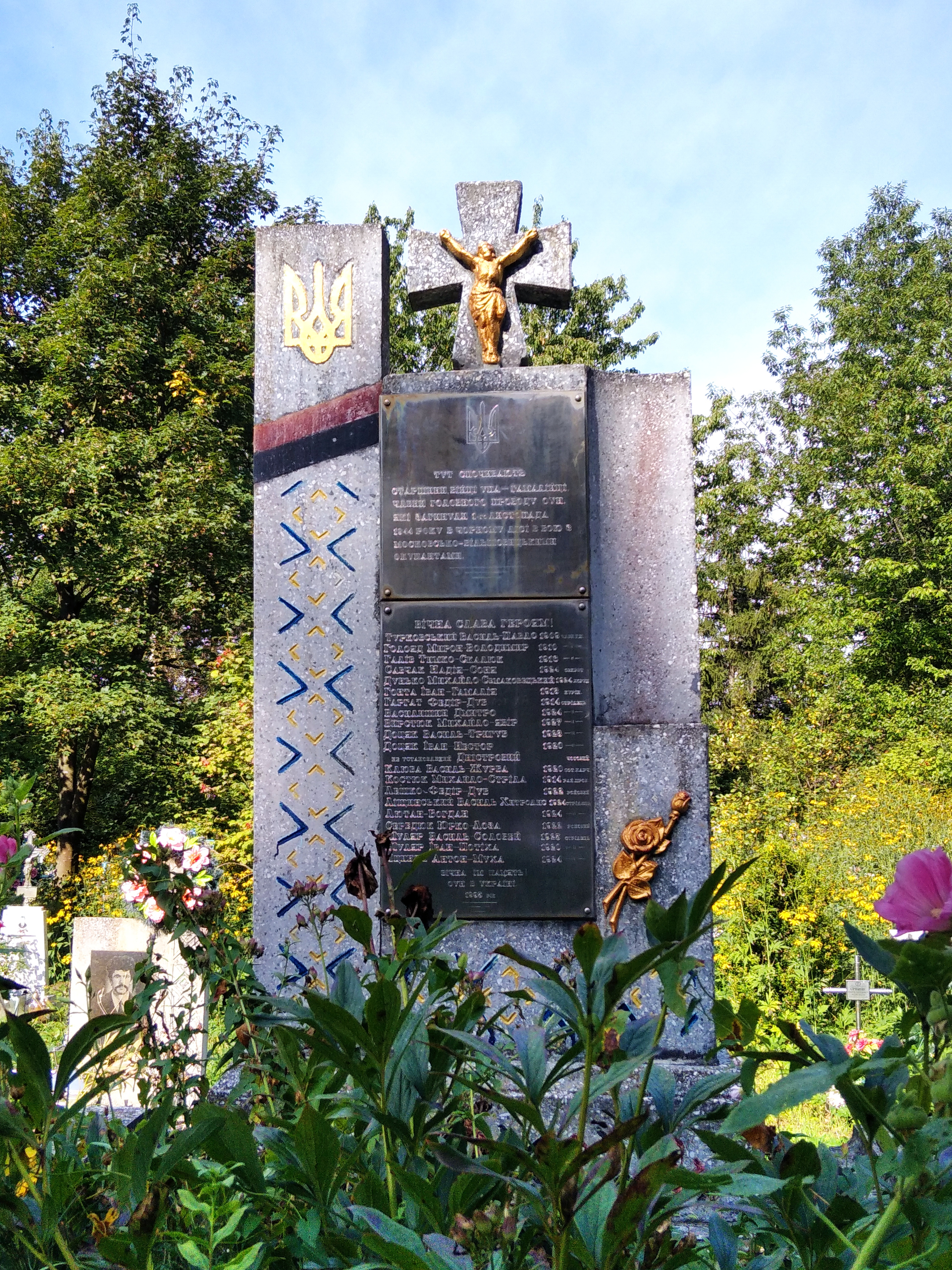
Братська могила воїнів УПА в с. Грабівка.

- Іменем героя названа вулиця в рідному селу — колишня Колгоспна.